# Sage Warner
Sage Warner est un personnage du feuilleton télévisé Les Feux de l'amour.

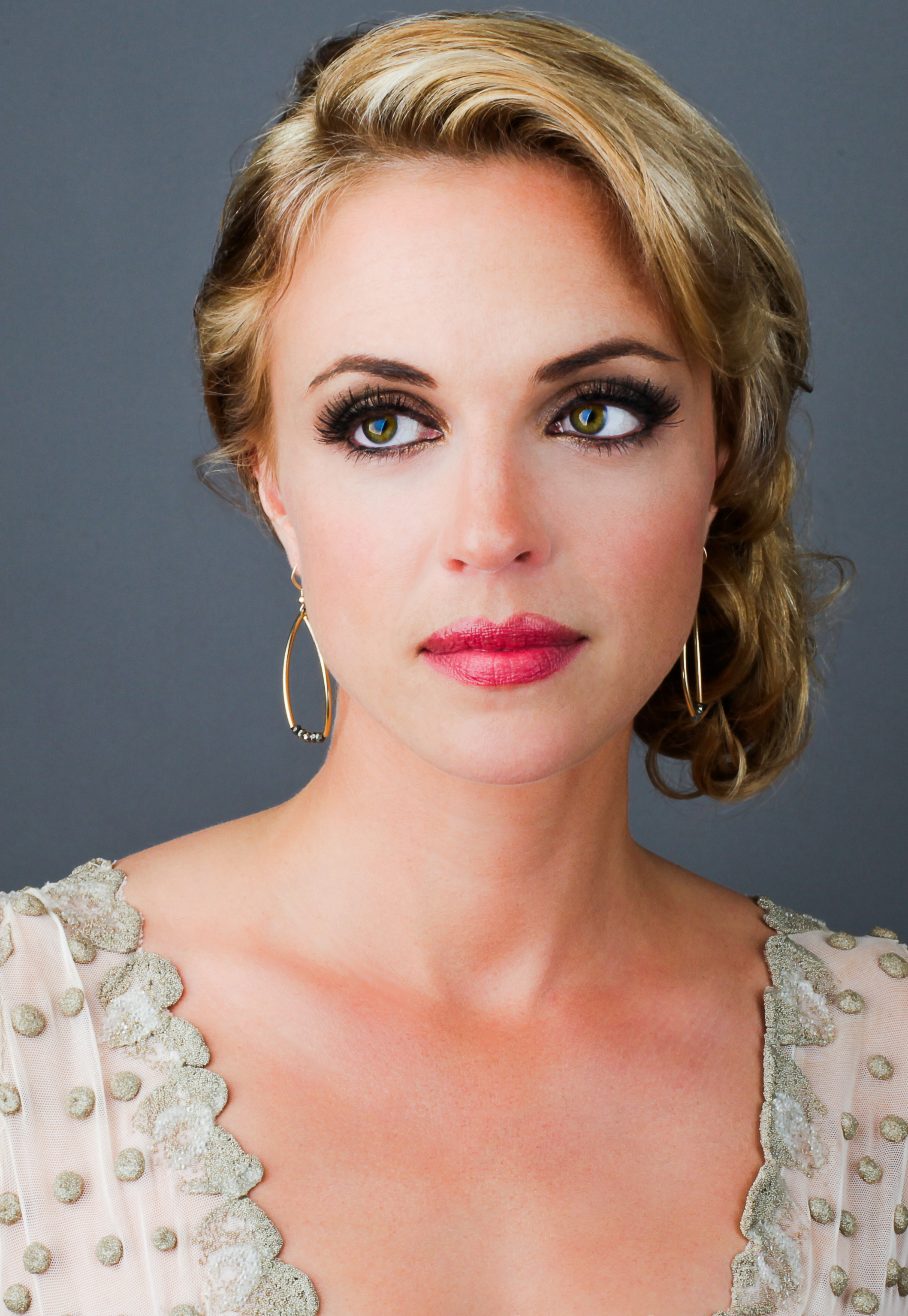
Kelly Sullivan interprète de Sage Warner

## Histoire
Sage Warner apparaît a Genoa City pour la première fois fin octobre 2014, elle est la complice de Gabriel Bingham (qui est en réalité Adam Newman). Sage et Gabriel (le vrai), se sont mariés quelques heures avant le décès de ce dernier.

### Sage, complice d'Adam pendant sa "mort"
En novembre 2014 (diffusé sur TF1 en septembre 2017) on revoit Sage avec un homme dans un lit avec un bandage. Il est révélé que cet homme est Adam. Quelques jours plus tard il découvre son nouveau visage, il a le visage de Gabriel Bingham, l'époux décédé de Sage. En effet, Gabriel a sauvé la vie d'Adam en janvier 2014 et il est mort par la suite. Adam vit avec Sage, Constance, la grand-mère de Gabriel (elle ignore que Gabriel est mort et qu'Adam a son visage) et Bugatti (le chien). Après les fêtes de Thanksgiving, Sage trouve Nicholas dans un piège à ours. N'arrivant pas à le sauver, elle fait appel à Adam. En voyant son frère, il refuse de l'aider mais l'aide finalement et repart discrètement. Nick s'en sort vivant. En décembre 2014, Adam fait son retour à Genoa avec un nouveau visage. Il croise Chelsea et William, puis Sharon et Noah et enfin Victor. Quant à Sage, elle retrouve Nick. Ils deviennent amis. Le 2 janvier 2015 (épisode diffusé le 8 novembre 2017 sur TF1), Constance meurt mais avant de mourir elle découvre que son vrai petit-fils est mort et que "Gabriel" est un imposteur, elle lui demande qui il est mais meurt sur le coup. Après la mort de Constance Bingham, Sage annonce à Adam qu'ils sont mariés et qu'ils doivent le rester pendant 3 ans pour pouvoir toucher l'héritage de Constance. Sage se rapproche par la suite de plus en plus de Nicholas Newman et commence à développer des sentiments amoureux pour lui. Mais Adam la persuade que Nicholas finira avec Sharon (les deux étant en guerre à propos de la garde de Faith au même moment). En janvier 2015, Adam et Sage emménagent en face du penthouse de Chelsea et William, ce qui dérange ce dernier qui s'interroge sur son passé. Un jour, Chelsea et William les invitent à un dîner chez eux. Sage leur avoue être stérile, et que de ne pas avoir d'enfants la chagrine. Le soir de la Saint-Valentin elle se fait embaucher par Nick à l'Underground et l'embrasse après l'effondrement du bâtiment.

### Sage et Nick en couple
Ils se mettent en couple en mars 2015 (courant février 2018 sur TF1).

### Sage enceinte
Sage découvre qu'elle est enceinte au mois de juin 2015 (en avril 2018 sur TF1).

### La mort de Sage
Sage meurt le 29 avril 2016 à la suite d'une dispute au sujet de Christian avec Sharon qui se conclut par un accident de voiture, elle passe un appel téléphonique à Adam et le fait tomber en voulant le ramasser elle fait une embardée, et est éjectée de son véhicule (6 mars 2019 sur TF1).
Gravement blessée et mourante, Sage fait promettre à Sharon de dire la vérité à Nick au sujet du petit garçon, que Sully est Christian. Après avoir tenu son fils une dernière fois, en lui disant qu'il était beau, en parlant de son père, en lui assurant qu'elle l'aime très fort et qu'elle veillera sur lui en étant toujours à ses côtés, elle meurt.